# Kawasaki Ki-108
Kawasaki Ki-108 (яп. 川崎 キ-108) — проєкт висотного важкого двомоторного винищувача Імперської армії Японії періоду Другої світової війни.

## Історія створення
Розробка літака почалась у квітні 1943 року коли армійське командування зробило запит на одномісний висотний винищувач. Оскільки Kawasaki вже працювало над проєктом двомісного винищувача Ki-96, головний інженер проєкту Такео Доі запропонував розробляти новий винищувач на базі останнього. Головною ознакою нового винищувача повинна була стати герметична кабіна пілота. Використовуючи досвід виготовлення схожої кабіни для експериментального літака Tachikawa SS-1 інженери змогли виготовити кабіну з повітренепроникним люком і подвійним склом. Очікувалось, що кабіна зберігатиме тиск рівня 3000 метрів над рівнем моря на висотах понад 10 км.
На весні 1944 року на сьомий і восьмий фюзеляжі від Ki-102b були встановлені розроблені герметичні кабіни та змінено хвіст, ці літаки й стали першими прототипами Ki-108. В липні і серпні того ж року прототипи було повністю завершено. На них був встановлено по два 14-ти циліндрові радіальні двигуни Mitsubishi Ha-112-II Ru і озброєння з однієї 37-мм гармати «Ho-203» та двох 20-мм гармат «Ho-5».
Випробування відбувалися дуже повільно через постійні нальоти американської авіації та проблеми з модифікованим двигуном. Слід зазначити, що під час одного з випробувальних польотів на висоті 10 кілометрів, люк герметичної кабіни був вирваний і тиск в кабіні стрімко впав, але пілоту вдалось стрімко спуститись на безпечну висоту і посадити літак. Це показало, що пошкодження кабіни в бою не будуть катастрофічними для літака.
Допоки проводились тести перших двох прототипів (модифікованих з Ki-102), розпочалось виробництво двох Ki-108 з подовженим фюзеляжем і більшим розмахом крил для кращої маневреності на висоті. Нові прототипи отримали позначення Ki-108 KAI і були завершені у квітні-травні 1945. Тестові випробування тривали до закінчення війни.

## Тактико-технічні характеристики

### Технічні характеристики
|                       | Ki-108                        | Ki-108 KAI                    |
| --------------------- | ----------------------------- | ----------------------------- |
| Екіпаж                | 1 особа                       | 1 особа                       |
| Довжина               | 11,71 м                       | 13,05 м                       |
| Висота                | 3,70 м                        | 3,70 м                        |
| Розмах крил           | 15,67 м                       | 17,35 м                       |
| Площа крил            | 34,00 м ²                     | 40,00 м ²                     |
| Маса пустого          | 5 300 кг                      | 5 200 кг                      |
| Маса спорядженого     | 7 200 кг                      | 7 600 кг                      |
| Навантаження на крило | 211.8 кг/м²                   | 190.0 кг/м²                   |
| Двигуни               | 2 х Mitsubishi Ha-112-II Ru   | 2 х Mitsubishi Ha-112-II Ru   |
| Потужність            | 2 x 1500 к. с.                | 2 x 1500 к.с.                 |
| Питома потужність     | 2.4 кг/к.с.                   | 2.5 кг/к.с.                   |
| Максимальна швидкість | 580 км/г (на висоті 10 000 м) | 600 км/г (на висоті 10 000 м) |
| Операційна дальність  | 1800 км                       | 2200 км                       |
| Практична стеля       | 13 500 м                      | 13 500 м                      |

### Озброєння
- 1 x 37-мм гармата «Ho-203»
- 2 x 20-мм гармати «Ho-5»